# فرقة مدرعة 132 أرييتي
الفرقة المدرعة ارييتي هي فرقة في الجيش الإيطالي خلال الحرب العالمية الثانية. تم تشكيلها في عام 1939 بعد تاسيس الفرقة المدرعة قنطور 131. خاضت هذه الشعبة في حملة شمال أفريقيا حتى تم تدميرها خلال معركة العلمين الثانية. (بقيادة قائد الفرقة الملازم لويجي أربيب حيث أكمل قيادة الدبابات المتبقية في هجوم مضاد ضد المدرعات البريطانية في فوكا، والسماح للقوات الفيلق الأفريقي الألماني من الفرار. وجد لويجي ميتا في دبابة محترقة له بعد الهجوم المضاد، مع بقية الدبابات من شعبة فرقته المدمرة. حصل لويجي لقاء تضحيته ميدالية ذهبية للشجاعة العسكرية الإيطالية وهو أعلى وسام عسكري.